# Od kdaj ima ježek bodice?
Od kdaj ima ježek bodice? je slovenska ljudska  pravljica, v besedilu nastopa poosebljen ježek kot glavna književna oseba. Pravljica je razlagalnega tipa, saj v pravljici poskušamo najti razloge ali določeno lastnost, po kateri ježek kot gozdna žival izstopa od ostalih gozdnih živali. Ta lastnost, ki jo ježek ima so bodice.

## Predstavitev pravljice
V starih časih ježek ni imel bodic, ampak je bil poraščen z žametno mehkim kožuščkom. Nekega dne pa se je ježek pregrešil, ker mladi materi ni pomagal v stiski, pa so mu za kazen po vsem telesu zrasle bodice.
Bila je jesen in po planinah so se že pričele vlačiti strupeno mrzle megle, ko je mlada planšarica rodila dete. V planinski koči pa je otroka zeblo, da je jokal in jokal, zato je mati odšla v bližnji bukov gozd in nabrala suhega listja. A ko je grebla po suhem listju, je našla ježka. Ježek se je bil zaril globoko med listje in se grel. Pobrala ga je, ga podržala na dlani, pogladila po mehkem kožuščku in zaprosila: »Oj, ježek, ježek, kako si topel in kakšen mehek kožušček imaš! Ali te lahko odnesem s seboj in položim v zibelko, da boš grel mojega sinčka, ki ga zebe?« Toda ježek ni hotel priskočiti na pomoč planšarici in njenemu otroku. Toda klub, da jo je ježek zavrnil, ga je zopet prosila in mu obljubila, da mu bo dobroto obilno povrnila, toda ježek ji ni hotel pomagati. Odgovoril je: »Tvojega otroka ne bom grel! Kar s suhim listjem ga pokrij ali pa naj zmzne.« Planšarica je ježka držala v rokah in jokala in jokala, da bi je nihče ne mogel potolažiti. Ko so njene vroče solze padle na ježev kožušček, je povsod kamor je padla solza, na ježevem telesu zrasla bodica, da je bil ježek kmalu vsevprek pokrit z bodicami. Od takrat so ježki bodljivi.

## Analiza lika
V besedilu nastopa ježek, ki je poosebljena žival, kot glavna književna oseba. Ježek je prikazan kot žival, ki ima človeške lastnosti, saj se pogovarja s planšarico, ježek ji tudi odgovarja in ježek tudi razmišlja. Ko planšarica sreča ježka, se pojavi vprašanje o pomoči, ko je nekdo v stiski. Toda ježek, kljub proseči planšarici ne sočustvuje z njo in ji ne pomaga, zato je besedilo zelo čustveno. Ko mu planšarica obljublja, da mu bo dobroto obilno povrnila, ji ježek ne verjame. Tukaj se kaže nezaupanje ježka v ljudi, saj mu je že pokojna mati pripovedovala kakšni so ljudje. Ker ježek ni ugodil mladi materi njene prošnje, so mu za kazen po vsem telesu zrasle bodice, če bi materi ugodil pa bi bil za zmeraj preskrbljen z mlekom in hrano. Tukaj se kaže, da se vsaka dobra stvar, ki jo narediš tudi povrne.
V pravljici se kažejo moralne vrednote. Moralne vrednote se pri otrocih gradijo postopoma, zato jih otrok, star od 3 do 5 let, v njej ne bo prepoznal. O tematiki o moralnih vrednotah se lahko pogovarjamo z otrokom starim 6,7 let, saj ima že več socialnih izkušenj.
Besedilo ima tudi vzgojno funkcijo. Besedilo želi, da otroci in tudi odrasli premišljujejo o socialni tematiki. V času, ki živimo, je socialna tematika mnogokrat prezrta, zato besedilo želi premislek o tej temi.
Ljudska pravljica je zelo čustvena, zato zopet besedilo želi otroku in tudi odraslemu bralcu vzbuditi sočutje.

## Izdaja pravljice
- Ljudske (2005,1985): Slovenske basni in živalske pravljice. Ljubljana: Mladinska knjiga
- NATIONAL GEOGRAPHIC mini, 2.okt., let. 2006, str. 12-13.